# Goephanes pictipennis
Goephanes pictipennis là một loài bọ cánh cứng trong họ Cerambycidae.